# 哈爾孔布嶺
70°24′S 66°15′E / 70.400°S 66.250°E
哈爾孔布嶺（英語：Hulcombe Ridge）是南極洲的山嶺，位於麥克羅伯特森地，屬於查爾斯王子山脈中波爾托斯山脈的一部分，處於維格納爾峰以西6公里，長3公里，根據澳大利亞探險隊在1956年拍攝的空中照片繪入地圖，現時由南極條約體系管理。